# Neurigona montebello
Neurigona montebello är en tvåvingeart som beskrevs av Stefan Naglis 2003. Neurigona montebello ingår i släktet Neurigona och familjen styltflugor. Inga underarter finns listade i Catalogue of Life.